# Cheney (Kansas)
Cheney – miasto w Stanach Zjednoczonych, w stanie Kansas, w hrabstwie Sedgwick.